# Becky Turner
Pour les articles homonymes, voir Turner.
Rebecca Ann Turner, née le 17 septembre 1977, connue sous le nom de Becky Turner, est une gymnaste rythmique américaine à la retraite. Elle faisait partie du groupe national senior.

## Biographie
Becky Turner a commencé la gymnastique artistique pendant trois ans avant de passer à la gymnastique rythmique. Elle a fait partie de l'équipe nationale américaine de gymnastique rythmique de 1994 à 1997, faisant partie du groupe national senior aux côtés d'Aliane Baquerot, Lori Fredreickson, Mandy James, Ginny Ledgerwood, Kate Nelson, Brandi Siegel et Challen Sievers. Ils vivaient tous ensemble dans la banlieue de Chicago en grande partie grâce au père de Sievers, Ron, dont l'entreprise de construction a rénové la maison où vivaient les gymnastes et a transformé un ancien complexe de racquetball en salle de sport où ils s'entraînaient.
En 1994, le groupe a terminé à la 19ème place aux Championnats du monde à Paris. Ils ont remporté la médaille d'argent aux Jeux panaméricains de 1995 à Mar del Plata.
À l'été 1996, Becky, Mandy James, Aliane Mata-Baquerot, Kate Nelson, Brandi Siegel et Challen Sievers ont été sélectionnées pour concourir aux Jeux olympiques d'Atlanta, la première édition à inclure la compétition par équipe. Ils ont terminé à la neuvième place et n'ont donc pas accédé à la finale.
Elle a également participé aux Championnats du monde de 1996, et a terminé deuxième en groupe aux Championnats des Quatre Continents de 1995.
Turner a fréquenté l'université d'État de Kennesaw en Géorgie après les Jeux olympiques. Elle a ensuite enseigné et entraîné la gymnastique rythmique à Elite Rhythmic Gymnastics à Downers Grove, Illinois.